# Ildefonso Rea
Matteo Renato Ildefonso Rea (Arpino, 14 gennaio 1896 – Abbazia di Montecassino, 23 settembre 1971) è stato un vescovo cattolico e abate italiano.

## Biografia
Nato il 14 gennaio 1896 ad Arpino, professo dell'Ordine di San Benedetto (O.S.B.) il 17 ottobre 1915, ordinato sacerdote il 2 ottobre 1921. Il 22 febbraio 1929 fu eletto abate dell'Abbazia della Santissima Trinità di Cava de' Tirreni. Trasferito a Cassino, fu dal 21 novembre 1945 abate e ordinario dell'Abbazia di Montecassino. Fu nominato vescovo titolare di Corone il 10 febbraio 1963, ricevendo l'ordinazione il 12 marzo dello stesso anno. Il 17 aprile 1971 si ritirò e morì il 23 settembre dello stesso anno.
Come abate dell'Abbazia di Cava de' Tirreni operò attivamente per la ristrutturazione architettonica ed il restauro artistico di tale monumento, ricoprendo di marmi i pilastri della basilica in cui fece completare, dal maestro Cesare Formilli, le decorazioni all'affresco nella volta della navata centrale La gloria dei Santi Padri Cavensi. Fece poi costruire una elegante tribuna abbaziale in stile settecentesco.
Durante il suo governo, l'abbazia cavense fu visitata per ben due volte da Vittorio Emanuele III re d’Italia. La prima volta il re, senza alcun preavviso arrivò alla Badia di Cava verso le ore 8,30 del 12 aprile 1944, e ne visitò la parte monumentale. Nel pomeriggio dello stesso giorno, fu diffusa dalla radio la notizia che il re aveva deciso di abdicare in favore di suo figlio Umberto. La seconda visita di Vittorio Emanuele III, sempre improvvisa ma in forma privata, ebbe luogo il 28 febbraio 1945.
L'Abate Rea, durante la seconda guerra mondiale, cercò di alleviare i disagi morali e materiali della popolazione cavese che, investita dai bombardamenti e coinvolta suo malgrado nella battaglia del settembre 1943, si rifugiò in massa nell'abbazia della Santissima Trinità di Cava. Prima furono qualche centinaio, poi i rifugiati si aggirarono intorno ai seimila. Occuparono tutti i luoghi del monastero. A guardia della disciplina e dell'ordine pubblico c'era il senso religioso del luogo sacro e la presenza dell'abate Rea divenuto il padre di quella innumerevole famiglia. L'Abate portava ovunque la sua parola di conforto e provvedeva per quanti si trovavano nel bisogno. Non si saprà mai quanto pane e quante minestre distribuì la cucina del monastero.
Per tale motivo e per aver ospitato anche persone non gradite alle autorità militari germaniche, al vespro del 17 settembre 1943 i soldati tedeschi penetrati all'interno del monastero, presero in ostaggio l'abate Ildefonso Rea ed il vescovo di Cava-Sarno Francesco Marchesani. I due prelati furono portati in ostaggio a Napoli prima di essere rilasciati a Nola da dove riuscirono solo il 4 ottobre a rientrare a Cava de' Tirreni, già liberata dagli Alleati..
L'abate Rea, nel gennaio del 1944, ebbe l'onorificenza della commenda dell'Ordine dei SS. Maurizio e Lazzaro.
Il 15 febbraio 1944, la millenaria abbazia cassinese fu rasa al suolo in seguito ai bombardamenti aerei degli alleati. Il primo ad accorrervi, appena cessato il combattimento, fu l'abate Rea, che il 27 maggio 1944 raggiunse con mezzi militari degli Alleati la vetta di Montecassino. Qui trovò le truppe polacche che avevano occupato il terreno dove una volta esisteva l'Abbazia. Immediatamente scrisse alla Segreteria di Stato della Santa Sede informandola sulle condizioni in cui si trovava l'antico monastero, ossia la completa distruzione dell'edificio. Lasciò poi a custodia dei sacri luoghi un suo monaco.
Il 24 novembre del 1945, l'abate Rea, dopo sedici mesi di lotta, dovette inchinarsi alla volontà del papa Pio XII che lo volle trasferito a Montecassino per intraprendere la gigantesca opera di riedificazione dell'abbazia. Prese possesso della carica l'8 settembre 1945. L'Abate seguì con intelligenza e competenza la ricostruzione della monumentale abbazia cassinese. La prima pietra fu posata il 15 marzo 1945, che fu poi seguita da un suo appello radiofonico (15 febbraio 1946) con il quale chiedeva aiuto agli italiani per l'opera appena intrapresa. I lavori, ispirati al principio dov'era e com'era, iniziarono effettivamente il 1º aprile 1949. Il 24 ottobre 1964, il papa Paolo VI, consacrò la rinata Abbazia di Montecassino.

## Genealogia episcopale
La genealogia episcopale è:
- Cardinale Scipione Rebiba
- Cardinale Giulio Antonio Santori
- Cardinale Girolamo Bernerio, O.P.
- Arcivescovo Galeazzo Sanvitale
- Cardinale Ludovico Ludovisi
- Cardinale Luigi Caetani
- Cardinale Ulderico Carpegna
- Cardinale Paluzzo Paluzzi Altieri degli Albertoni
- Papa Benedetto XIII
- Papa Benedetto XIV
- Papa Clemente XIII
- Cardinale Marcantonio Colonna
- Cardinale Giacinto Sigismondo Gerdil, B.
- Cardinale Giulio Maria della Somaglia
- Cardinale Carlo Odescalchi, S.I.
- Cardinale Costantino Patrizi Naro
- Cardinale Lucido Maria Parocchi
- Papa Pio X
- Papa Benedetto XV
- Papa Pio XII
- Cardinale Carlo Confalonieri
- Vescovo Ildefonso Rea, O.S.B.